# Gilia latiflora
Gilia latiflora là một loài thực vật có hoa trong họ Polemoniaceae. Loài này được (A.Gray) A.Gray mô tả khoa học đầu tiên năm 1878.